# سد باوگانگ تاینگز
سد باوگانگ تاینگز (به لاتین: Baogang Tailings Dam) یک سد در چین است که در بائوتو واقع شده‌است.